# Spanda
Le spanda (स्पन्द en devanāgarī) est l'un des thèmes fondateurs du tantrisme dans l'école connue sous le nom de Shivaïsme du Cachemire. Le terme, qui signifie à l'origine vibration, pulsation en sanskrit, y est défini comme « la vibration de l'Un, accompagnée de conscience, vibration qui a suscité les différences de l'univers ». Cette vision du monde a été pour la première fois exposée au VIIIe siècle dans la Spandakārikā, attribué soit à Vasugupta, soit à son disciple Kallata. 
À l'encontre du Vedānta, où la Réalité suprême est conçue comme inactive, la Réalité telle que la perçoit l'école tantrique du Cachemire « est lumière consciente, énergie de pure liberté appelée spanda, acte vibrant. »
Pour le tantrika, ou adepte du tantra, cette vision est source d'un mode de vie et de pratique. « Parce qu'il est actuel, éternellement présent, le spanda est source de toute efficience, il est l'efficience même ». Cette efficience — autre nom de la Shakti — définit la quête du tantrika : non pas tourner le dos à la vie, mais l'accueillir au contraire dans toutes ses manifestations, jusqu'aux plus terrifiantes et aux plus extatiques, en portant son attention aux émotions, aux sensations qui le font mouvoir à chaque instant :

« Celui qui tend avec ardeur vers le frémissement profond touche à sa vraie nature même au sein de l'activité. »

« Le frémissement profond peut être touché dans les états extrêmes : la colère, la joie intense, l'errance mentale ou l'élan de survie. »

« Comme un objet qui échappe à l'attention est plus clairement perçu lorsqu'on fait l'effort de mieux le cerner, le frémissement suprême apparaît au tantrika lorsqu'il tend vers lui avec ardeur. Ainsi tout s'accorde à l'essence de sa vraie nature. »

Le thème du spanda constitue la trame sur lequel seront tissés les enseignements des écoles Kula et Trika qui succèdent à l'école Spanda, l'exemple le plus connu étant celui du Vijñānabhairava Tantra.